# Saint-Paul-lès-Monestier
Saint-Paul-lès-Monestier település Franciaországban, Isère megyében. Lakosainak száma 284 fő (2022. január 1.). Saint-Paul-lès-Monestier Gresse-en-Vercors, Miribel-Lanchâtre, Monestier-de-Clermont, Roissard, Saint-Guillaume és Sinard községekkel határos.

## Népesség
A település népessége az elmúlt években az alábbi módon változott:
| Lakosok száma | 131  | 160  | 190  | 283  | 246  | 257  | 267  | 267  | 274  | 284  |
|               | 1968 | 1982 | 1990 | 2006 | 2013 | 2015 | 2017 | 2019 | 2020 | 2022 |